# Igor Tranděnkov
Igor Leonidovič Tranděnkov (rusky Игорь Леонидович Транденков) (*17. srpna 1966, Petrohrad) je bývalý ruský atlet, dvojnásobný stříbrný olympijský medailista.
Jeho specializací byl skok o tyči. V roce 1985 získal v Chotěbuzi zlatou medaili na juniorském mistrovství Evropy. Je ženatý s Marinou Tranděnkovovou, která se rovněž věnovala atletice.

## Osobní rekordy
- hala – (590 cm – 7. února 1993, Grenoble)
- venku – (601 cm – 4. července 1996, Petrohrad)